# Roman Jan Skowron
Roman Jan Skowron (ur. 8 lutego 1937 w Środzie Wielkopolskiej, zm. 20 stycznia 2019 w Krakowie) – polski artysta plastyk, grafik, rysownik i malarz, profesor Akademii Sztuk Pięknych w Krakowie.

## Życiorys
Roman Skowron urodził się w Środzie Wielkopolskiej, w rodzinie Karola Skowron i Zofii z domu Nowackiej. W 1939 r. wybuch wojny zmusił jego rodziców do zmiany miejsca zamieszkania i osiedlenia się w Kielcach. Tam też pod koniec wojny rozpoczął naukę podstawową na prywatnych lekcjach. Po zakończeniu wojny powrócił do Środy Wlkp., gdzie kontynuował naukę w szkole powszechnej. W 1950 r. ukończył szkołę podstawową, a w 1954 r. zdał maturę w Liceum Ogólnokształcącym w Środzie Wlkp. W tym samym roku rozpoczął studia artystyczne na Wydziale Sztuk Pięknych Uniwersytetu im. M. Kopernika w Toruniu, skąd po roku przeniósł się do Akademii Sztuk Pięknych w Krakowie. Studia odbył w ASP na Wydziale Malarstwa – Studium Grafiki. W 1960 r. otrzymał dyplom z wyróżnieniem ze specjalności: litografia u Konrada Srzednickiego prof. ASP i plakat u doc. Macieja Makarewicza. Zaraz po studiach rozpoczął pracę artystyczną i zawodową. Zajmował się plakatem, grafiką reklamową, grafiką użytkową i polichromią ścienną w obiektach sakralnych. Przy realizacji polichromii współpracował z Maciejem Makarewiczem i prof. Janem Budziło. Najważniejszym polem jego zainteresowania była grafika – litografia, rysunek i malarstwo.

## Działalność artystyczna

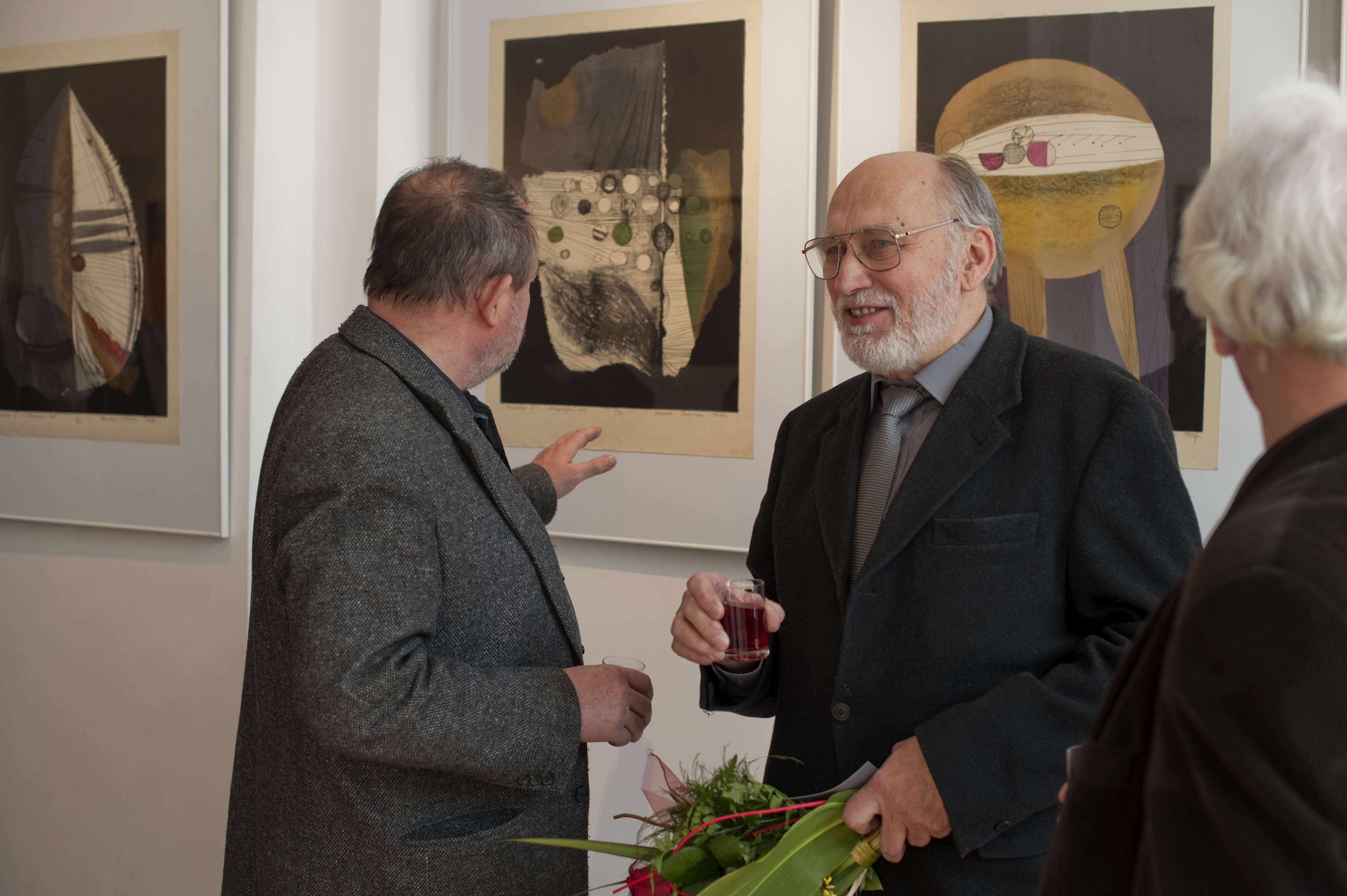
Wernisaż wystawy "Pozostał owoc" w 2011 r.

Prace swoje prezentował na wystawach indywidualnych jak i zbiorowych w kraju i za granicą. Uczestniczył w licznych konkursach, na których otrzymał szereg nagród i wyróżnień. Prace artysty znajdują się m.in. w Muzeach Narodowych w Krakowie, Warszawie i Wrocławiu, Muzeum Wojska Polskiego w Warszawie, Muzeach Okręgowych w Bydgoszczy, Częstochowie, Zielonej Górze, Płocku i Lublinie, w zbiorach Biblioteki Narodowej w Warszawie, w Muzeum w Grenoble (Francja), Muzeum w Skopje (d. Jugosławia), Muzeum Poczty w Paryżu oraz w zbiorach prywatnych.

### Wystawy indywidualne
- 1961 r. – Klub Międzynarodowej Prasy i Książki w Krakowie,
- 1965 r. – „Europahaus” w Wiedniu,
- 1970 r. – Biuro Wystaw Artystycznych w Toruniu,
- 1971 r. – Klub Śródpole ZDK huty im. Lenina w Krakowie,
- 1972 r. – Wystawa autorska współczesnej grafiki polskiej w Montrealu,
- 1973 r. – Klub Politechniki „Galeria Gil” w Krakowie,
- 1976 r. – Galeria klubu MPiK w Krakowie – Nowej Hucie,
- 1978 r. – Biuro Wystaw Artystycznych w Krakowie,
- 1979 r. – Biuro Wystaw Artystycznych w Olsztynie,
- 1988 r. – kościół św. Maksymiliana Marii Kolbego w Krakowie,
- 1988 r. – „W kręgu grafiki rysunku” – Klub Inteligencji Katolickiej w Krakowie,
- 1990 r. – Centrum Robotnicze w Mielcu,
- 1990 r. – Arsenał w Zamościu,
- 1990 r. – Dni sierpniowe – Muzeum Archeologiczne w Gdańsku,
- 1994 r. – „Konie św. Marka” Konrada Srzednickiego w rysunkach Romana Skowrona – Galeria Artemis w Krakowie[2],
- 1995 r. – Droga krzyżowa Solidarności – Galeria Non Fere w Bydgoszczy,
- 2003 r. – 30 lat Galerii Gil – Klub Politechniki Krakowskiej w Krakowie,
- 2011 r. – „Pozostał owoc” – grafika – litografie, ASP w Krakowie[3].

## Działalność społeczna
W 1960 r. zapisał się do Związku Polskich Artystów Plastyków, w którym od 1970 do 1980 r. pracował społecznie, najpierw jako członek Zarządu Sekcji Grafiki, a następnie jako jej przewodniczący. Dwukrotnie został wybrany delegatem na Walny Zjazd ZPAP. Na XIV Walnym Zjeździe w dniach 18–22 kwietnia 1974 r. wybrany został do Rady Artystycznej Sekcji Grafiki Zarządu Głównego, gdzie pracował przez dwie kadencje. W latach 1968–1972 był rzeczoznawcą w Zakładach Artystycznych ARA przy ZPAP okręgu krakowskiego. Od 1972 do 1974 r. był członkiem Komisji Oceny Wydziału Kultury w Urzędzie Wojewódzkim. Od 1972 r. przez osiem lat pełnił funkcje Komisarza Generalnego Międzynarodowego Biennale Grafiki w Krakowie. Działając w imieniu ZPAP, organizował Wystawę Jubileuszową z okazji XV-lecia działalności Konkursów Najlepszej Grafiki Miesiąca. Od 1972 do 1974 współpracował przy organizowaniu dorocznych Konkursów Imprez Folklorystycznych regionu krakowskiego na plakat. Był członkiem szeregu sądów konkursowych i kwalifikacyjnych: wystawy z okazji XXX-lecia Ludowego Wojska Polskiego, VI-tej Wystawy Grafiki Młodych w Poznaniu.
W celach studyjnych i służbowych kilkakrotnie wyjeżdżał za granicę:
- w 1975 roku do Wielkiej Brytanii i tego samego roku do Pragi i Bratysławy – z ramienia ZPAP,
- w 1976 roku pojechał do Holandii jako organizator wystawy Grafika i Plakat z Krakowa – na zlecenie Ministerstwa Kultury i Sztuki i Wydziału Kultury miasta Krakowa. Kolejne wyjazdy za granicę odbył na własny koszt do Włoch, Niemiec, Belgii, Holandii i USA,
- w 1979 r. wraz z grupą artystów z Krakowa został zaproszony przez „Secesję z Darmstadt” do Niemiec jako uczestnik wystawy krakowskiego środowiska plastycznego,
- w latach 1980–1982 został zaproszony jako uczestnik plenerów artystów z Krakowa do Mirabel we Francji[4].

W 1981 roku z ramienia Wydziału Rzeźby ASP w Krakowie wszedł w skład senatu uczelni. Po wprowadzeniu stanu wojennego prowadził indywidualną akcję projektowania, druku i kolportażu ulotek sprzeciwiających się stanowi wojennemu i sytuacji w Polsce. Współpracował ze środowiskiem robotniczym, głównie z Tajną Komisją Robotników Hutników NSZZ „Solidarność”. Projektował ilustracje do podziemnego pisma „Hutnik”. W 1984 roku został członkiem uczelnianej komisji wyborczej oraz członkiem zespołu konsultacyjnego dla kandydatów na studia. W 1989 roku był członkiem Komisji Zakładowej NSZZ „Solidarność” na stanowisku wiceprzewodniczącego, a następnie jako przewodniczący. Od 1993 współpracował z Janem Oberbekiem, założycielem i prezesem Stowarzyszenia Sacro Art wspierającego rozwój kultury sakralnej.

## Działalność dydaktyczna
W 1972 r. rozpoczął pracę dydaktyczną w Politechnice Krakowskiej w Instytucie Historii Architektury i Konserwacji Zabytków Wydziału Architektury w Katedrze Rysunku i Malarstwa na stanowisku starszego asystenta, a od 1976 r. jako adiunkt, współpracował z doświadczonymi pedagogami: Krystyną Wróblewską, Marią Markowską, Zbigniewem Gostwickim, Adamem Młodzianowskim. W 1980 r. rozpoczął pracę z przeniesienia służbowego z Politechniki Krakowskiej do Akademii Sztuk Pięknych w Krakowie na Wydziale Rzeźby, prowadząc samodzielnie pracownie rysunku dla studentów od drugiego do piątego roku, jako adiunkt, a od 1985 r. na stanowisku docenta. 25 listopada 1992 r. otrzymał tytuł naukowy profesora sztuk plastycznych, w 1993 r. został mianowany na stanowisko profesora nadzwyczajnego, a w 1997 r. otrzymał tytuł profesora zwyczajnego. W latach 2002–2007 pełnił funkcję Kierownika Katedry Rysunku na Wydziale Rzeźby. W okresie pracy na Wydziale Rzeźby recenzował szereg prac dyplomowych – magisterskich i doktorskich. W 2007 roku przeszedł na emeryturę. W latach 2010–2017 r. został zatrudniony w Wyższej Szkole Technicznej w Katowicach na Kierunku Grafika, gdzie prowadził zajęcia z rysunku.

## Nagrody i wyróżnienia, stypendia, udział w konkursach
- 1962 r. – konkurs Najlepsza Grafika Miesiąca, Kraków (wyróżnienie),
- 1963 r. – konkurs Najlepsza Grafika Miesiąca, Kraków (wyróżnienie),
- 1965 r. – wystawa z okazji 20–to lecia PRL (nagroda MKiS),
- 1965 r. – Wystawa Młodych, Poznań (nagroda Ministra Kultury i Sztuki – stypendium roczne),
- 1965 r. – Salon w Radomiu (wyróżnienie),
- 1965 r. – II Wystawa „Złote Grono”, Zielona Góra (wyróżnienie),
- 1968 r. – konkurs Najlepsza Grafika Miesiąca, Kraków (I nagroda),
- 1969 r. – I Konkurs na Grafikę, Łódź (wyróżnienie),
- 1969 r. – Konkurs Marynistyczny, Gdańsk (wyróżnienie),
- 1969 r. – Ogólnopolski Konkurs „Człowiek i Praca”, Warszawa (IV nagroda),
- 1970 r. – Ogólnopolski Konkurs „Idee Lenina”, Warszawa (I Nagroda – równorzędna),
- 1971 r. – Międzynarodowy Konkurs „Mikołaj Kopernik i jego myśl”, Kraków (wyróżnienie),
- 1971 r. – Konkurs Marynistyczny, Gdańsk (wyróżnienie),
- 1971 r. – II Ogólnopolski Konkurs na Grafikę, Łódź (wyróżnienie),
- 1971 r. – Konkurs „Człowiek, praca, środowisko”, Warszawa (II nagroda),
- 1973 r. – Konkurs Marynistyczny, Gdańsk (wyróżnienie),
- 1973 r. – Konkurs Najlepsza Grafika Miesiąca, Kraków (I nagroda),
- 1973 r. – wystawa z okazji 30–to lecia LWP, Warszawa (II nagroda i srebrny medal),
- 1973 r. – IV Ogólnopolski Konkurs na Grafikę, Łódź (wyróżnienie),
- 1975 r. – wyróżnienie Ministra Obrony Narodowej za działalność plastyczną w 1975 roku,
- 1976 r. – Odznaka „Zasłużony Działacz Kultury” przyznana przez Ministra Kultury i Sztuki,
- 1977 r. – konkurs Najlepsza Grafika Miesiąca, Kraków (I nagroda),
- 1977 r. – Złota odznaka ZPAP,
- 1978 r. – Stypendium roczne Ministra Kultury i Sztuki,
- 1979 r. – Stypendium roczne z Funduszu Rozwoju Twórczości Plastycznej,
- 1992 r. – nagroda Ministerstwa Kultury i Sztuki za działalność pedagogiczną,
- 1993 r. – nagroda Rektora za dwadzieścia lat pracy pedagogicznej,
- 2003 r. – nagroda Rektora za trzydzieści lat pracy pedagogicznej,
- 2006 r. – medal czterdziestolecia Międzynarodowego Biennale Grafiki, Kraków,
- 2019 r. – medal Dziękujemy za Wolność – Stowarzyszenie Sieć Solidarności, Kraków (pośmiertnie)[5].

## Życie prywatne
W 1960 r. poślubił Danutę z domu Budziło (ur. 1938), konserwatora dzieł sztuki, z którą miał córkę Monikę Tomaszewską (ur. 1965), również konserwatora dzieł sztuki.
Zmarł 20 stycznia 2019 r. w Krakowie. Został pochowany na Cmentarzu Batowickim w Krakowie.